# 泰國伊斯蘭教

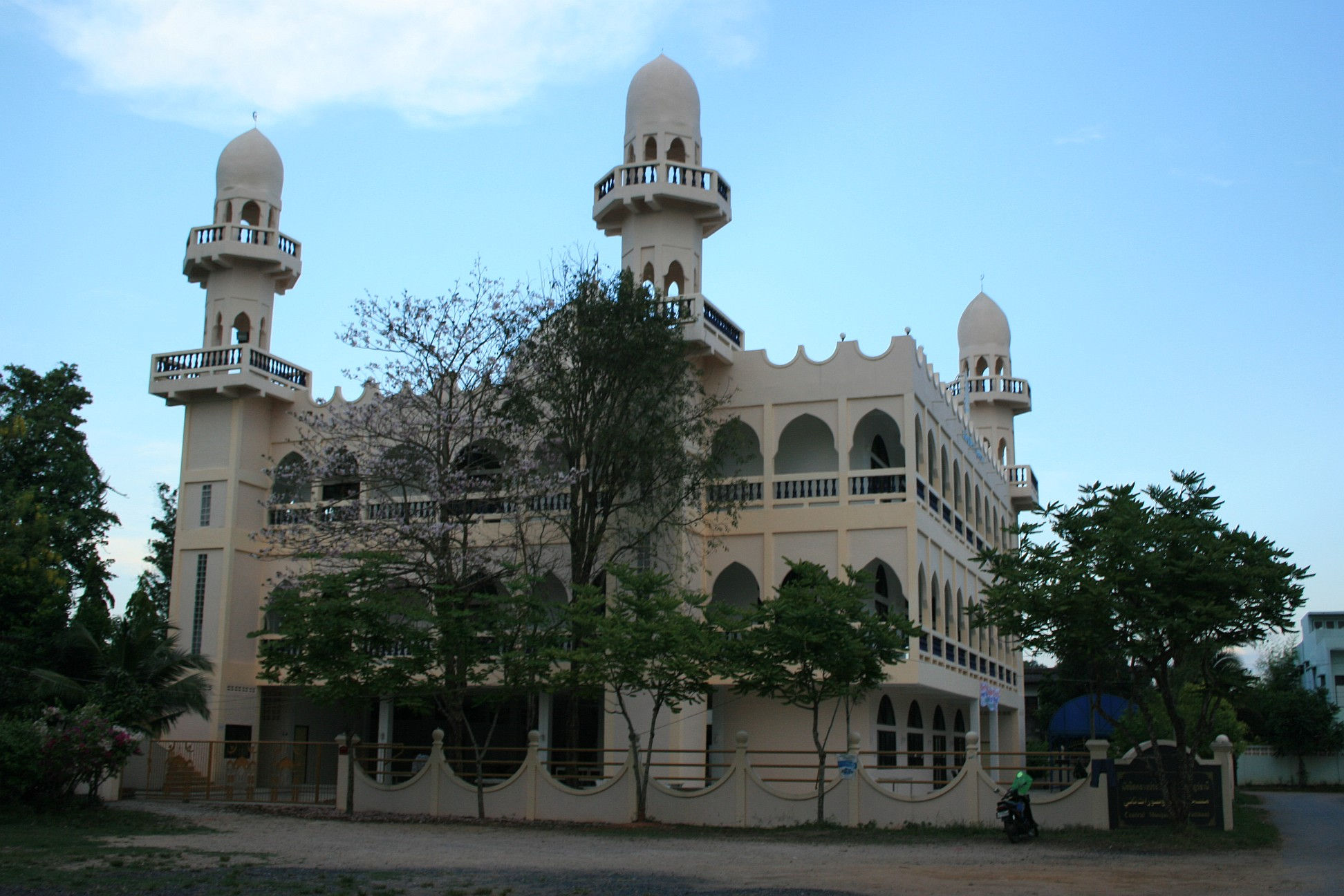
素叻他尼的清真寺

伊斯蘭教在泰國是少數派的信仰，主要由本土泰裔人士，北部华裔秦霍人、南泰國四府的馬來人和其他外籍人士信仰。大多數泰國穆斯林屬於遜尼派，統計顯示泰國約5%的人口是穆斯林。而皮尤研究中心 2023年的一項調查給了7%。

## 人口及地理
一般來説穆斯林主要住在泰南四府，然而，在泰國外交部的研究表明，泰國穆斯林只有18％住在這裡。其餘則遍布泰國，最大密度的是曼谷和整個大南部地區。

## 種族和身份

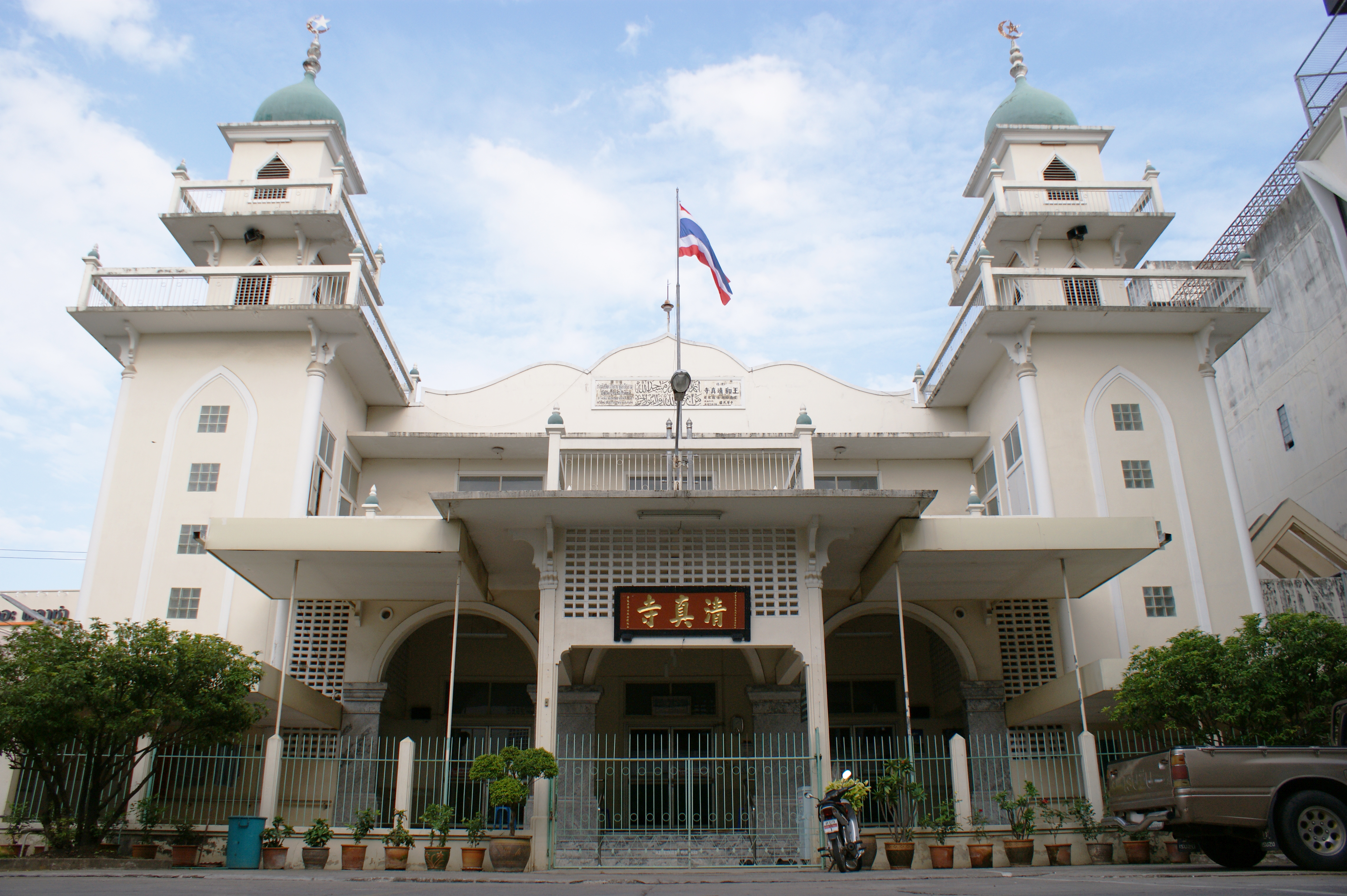
王和清真寺

泰國穆斯林有三分之二是馬來人，但也有泰人、回族華人、其他東南亞人、南亞人。

### 泰族穆斯林
部分泰國穆斯林是泰人。

### 馬來族穆斯林
在最南端的四府，當地絕大多數穆斯林人口主要是馬來人，説馬來语方言。他們是以前北大年王國的主体居民，由于历史上一直不隶属于泰国，并且与马来西亚穆斯林同宗同族，他們與馬來西亞的關係比泰國更密切。

### 中国回族穆斯林

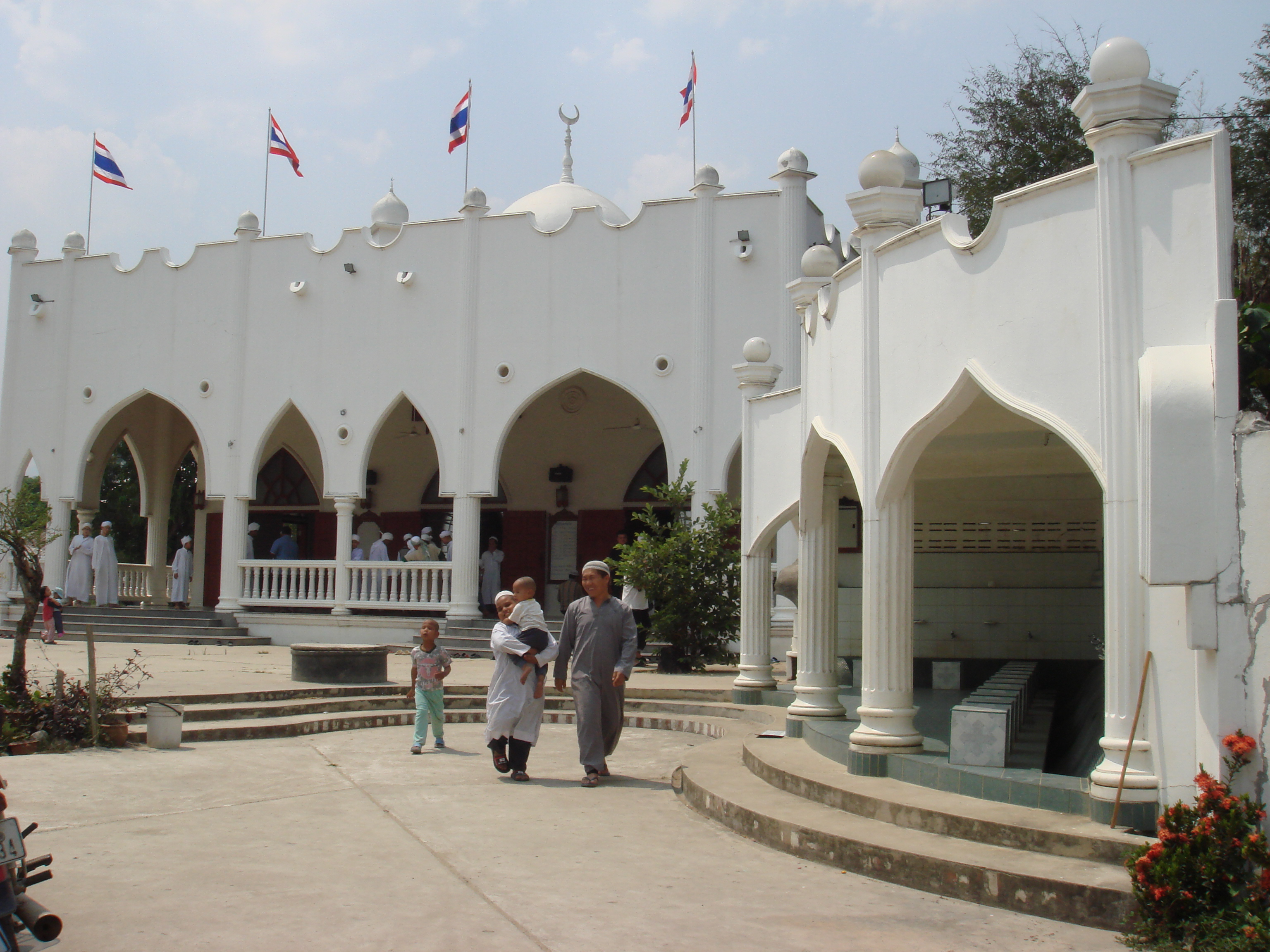
華人穆斯林走進北泰拜縣的一座清真寺

在泰國的北部到南部也有分佈回族穆斯林，泰國人稱他們為秦霍人（Chin Haw）。他們一些是商人，另一些大都是清末回族遭遇种族灭绝後逃亡至泰北的穆斯林，在清邁有多座清真寺。

### 緬甸穆斯林
緬甸的羅興亞人穆斯林受到缅甸政府的残酷逼迫，除孟加拉国外，泰国是另一主要去處。

### 其他穆斯林團體
其他群体包括来自越南和柬埔寨的占族，印尼人、南亚人。從富有的企業主到低薪勞動者的職業也有。

## 宗教活動場所
據泰國國家統計辦公室2007年報告，全國有3494座清真寺，北大年府的數量最多（636）。

## 治理與教育
穆斯林國民議會，至少5人（穆斯林）由王室宣布任命組成，建議教育和內部各部伊斯蘭事務。其主持人員國家穆斯林事務顧問，由國王和宗教事務部任命。穆斯林省議會存在於有大量的穆斯林少數民族的省份，並有其他政府和穆斯林社區之間的聯繫，伊斯蘭教育機構，包括政府的財政援助建設一些較大的清真寺，並撥款泰國穆斯林到麥加朝聖，曼谷和合艾是主要門戶城市。
泰國還保持著幾百間伊斯蘭學校在小學和中學一級，以及伊斯蘭銀行（Pattanakarn，曼谷）、商店和其他機構。大部分市場上銷售的包裝食品進行了測試，並標有清真字眼。

## 外部連結
- The First Islamic Website in Thailand
- （泰文） Islam in Thailand （页面存档备份，存于）
- "The Muslim Fishermen of Phang Nga" by Antonio Graceffo （页面存档备份，存于）
- Global Security - Thailand （页面存档备份，存于）
- islam.in.th
- Hidayatuddeneyah Mosque （页面存档备份，存于）
- Papers on Islam in Thailand by Imtiyaz Yusuf